# Heaven’s Open
Heaven's Open — четырнадцатый студийный альбом Майка Олдфилда, появившийся в 1991 году. Единственный альбом, где автор подписался полным именем: Michael Oldfield (Майкл Олдфилд).

## Об альбоме
Основная особенность альбома в том, что Майк сам спел во всех песнях. Heaven's Open стал последним альбомом на лейбле Virgin. Освободившись от обязательств перед ненавистным лейблом, Майк Олдфилд приступил к созданию Tubular Bells. Heaven's Open имеет характерную структуру для многих альбомов Майка - на одной стороне песни, на другой - длинный инструментальный трек.

## Список композиций

### Первая сторона
1. «Make Make» — 4:18
2. «No Dream» — 6:02
3. «Mr. Shame» — 4:22
4. «Gimme Back» — 4:12
5. «Heaven’s Open» — 4:31

### Вторая сторона
1. «Music from the Balcony» — 19:44